# Constantin Bock von Wülfingen
Julius August Jobst Constantin Bock von Wülfingen, auch Konstantin Bock von Wülfingen, (* 11. August 1885 in Grimma; † 1. Januar 1954 in Springe) war ein deutscher Verwaltungsjurist und Politiker (NSDAP).

## Leben
Er stammt aus dem niedersächsischen Uradelsgeschlecht Bock von Wülfingen und war der Sohn des sächsischen Landschaftsrates (Ritterschaftsrat) Kurt Bock von Wülfingen (1850–1940) und der Offizierstochter Margarete von Zezschwitz (1858–1940). Der Vater war zudem Erbdrost und Erbküchenmeister des Fürstentums Hildesheim und Oberst a. D. Konstantin Bock von Wülfingen selbst war zweimal verheiratet und hatte zwei Töchter aus erster Ehe mit Ella Jebsen. Seine Witwe Carola Turnau lebte zuletzt auf dem Rittergut Bockerode.
Er studierte Rechtswissenschaften und trat nach seiner Promotion 1911 in den Dienst der preußischen Provinz Schleswig-Holstein ein. Er wurde zuerst als Assessor beim Kreis Steinburg in Itzehoe eingesetzt. Nach dem Ersten Weltkrieg ging er als stv. Polizeipräsident zum Oberpräsidium in Kiel. Aufgrund seiner Beteiligung am Kapp-Putsch wurde er kurzfristig in die Rheinprovinz nach Koblenz versetzt, kehrte aber bereits 1921 nach Kiel zurück und wurde beim Landesfinanzamt eingesetzt.
Wülfingen, der bereits zuvor der SA angehört hatte, wurde nach der „Machtergreifung“ der Nationalsozialisten am 12. April 1933 als Nachfolger des entlassenen Friedrich Knutzen zum Landrat des Kreises Stormarn ernannt. In der Folge kam es zu ständigen Differenzen zwischen ihm, der die Belange des Kreises vertrat, und der NSDAP-Kreisleitung unter Erich Friedrich. Öffentlich wurden diese Streitigkeiten u. a. 1936 in der Frage der Verlegung des Landratssitzes von Wandsbek nach Bad Oldesloe, die Wülfingen ablehnte. Zum Jahreswechsel 1936/37 wurde er seines Amtes enthoben und wechselte in die Hamburger Verwaltung. Zum 1. Mai 1937 trat er der NSDAP bei (Mitgliedsnummer 4.052.386). Als Regierungsvizepräsident in der Staatsverwaltung des Reichsstatthalters war er ab 1938 für die Umsetzung des Groß-Hamburg-Gesetzes zuständig.
Im Frühjahr 1939 trat er weisungsgemäß wegen der Doppelmitgliedschaft mit der NSDAP aus dem Johanniterorden aus, bei dem er seit 1918 Ehrenritter und in der Genossenschaft Schleswig-Holstein organisiert gewesen war. Die Austrittswelle betrag insgesamt zehn Prozent der benannten Kongregation und beruhte auf den so genannten Heß-Erlass vom Februar 1938.
1942 hatte er in der SS den Rang eines Sturmbannführers (SS-Nummer 327.485) und Mitglied der Deutschen Adelsgenossenschaft.
Nach Kriegsende wurde er von der britischen Besatzungsmacht beauftragt, die Geschäfte der Staatsverwaltung abzuwickeln, eine Aufgabe, die er bis zum 9. Juni 1945 erledigte. Er wurde erst zum 31. Dezember 1945 entlassen, nachdem der Bund Freies Hamburg der Besatzungsmacht am 11. Juni 1945 eine Liste mit Nationalsozialisten, die noch im Hamburger Staatsdienst tätig waren, überreicht hatte.
Er starb 1954 auf dem Rittergut Bockerode.

## Veröffentlichungen
- Bock von Wülfingen, Constantin und Walter Frahm: Stormarn. Der Lebensraum zwischen Hamburg und Lübeck. Eine Landes- und Volkskunde. Wandsbek 1935
- Bock von Wülfingen, Constantin: Denkschrift über die Struktur des Kreises Stormarn und die dadurch bedingten Verwaltungsaufgaben. Wandsbek 1936